# Bruce Greenwood
Stuart Bruce Greenwood (n. 12 august 1956, Rouyn-Noranda⁠(d), provincia Québec, Canada) este un actor și producător canadian. Este cunoscut pentru rolul său ca președintele american John F. Kennedy în Războiul celor 13 zile (Thirteen Days), pentru care a câștigat Premiul Satellite pentru cel mai bun actor în rol secundar într-un film și pentru rolul căpitanului Christopher Pike în seria refăcută Star Trek a lui  J. J. Abrams. 

## Filmografie

### Film
| An   | Titlu                                               | Rol                                             | Regizor           | Note |
| ---- | --------------------------------------------------- | ----------------------------------------------- | ----------------- | --- |
| 1979 | Bear Island                                         | Technician Tommy                                | Don Sharp         | |
| 1982 | First Blood                                         | National Guardsman                              | Ted Kotcheff      | |
| 1986 | The Malibu Bikini Shop                              | Todd                                            | David Wechter     | |
| 1986 | The Climb                                           | Hermann Buhl                                    | Donald Shebib     | |
| 1989 | Wild Orchid                                         | Jerome McFarland                                | Zalman King       | |
| 1989 | Another Chance                                      | John Ripley                                     | Jesse Vint        | |
| 1991 | Servants of Twilight                                | Det. Charlie Harrison                           | Jeffrey Obrow     | |
| 1992 | Passenger 57                                        | Stuart Ramsey                                   | Kevin Hooks       | |
| 1994 | Exotica                                             | Francis Brown                                   | Atom Egoyan       | |
| 1994 | Paint Cans                                          | Vittorio Musso                                  | Paul Donovan      | |
| 1995 | Dream Man                                           | Tom                                             | René Bonnière     | |
| 1997 | Fathers' Day                                        | Bob Andrews                                     | Ivan Reitman      | |
| 1997 | The Sweet Hereafter                                 | Billy Ansel                                     | Atom Egoyan       | Nominalizare—Genie Award for Best Performance by an Actor in a Supporting Role |
| 1998 | Thick as Thieves                                    | Bo                                              | Scott Sanders     | |
| 1998 | Disturbing Behavior                                 | Dr. Edgar Caldicott                             | David Nutter      | |
| 1999 | Double Jeopardy                                     | Nick Parsons / Simon Ryder / Jonathan Devereaux | Bruce Beresford   | Nominalizare—Blockbuster Entertainment Award for Favorite Supporting Actor – Suspense |
| 1999 | The Lost Son                                        | Alex Friedman                                   | Chris Menges      | |
| 2000 | Here on Earth                                       | Sheriff Earl Cavanaugh                          | Mark Piznarski    | |
| 2000 | Cord                                                | Jack                                            | Sidney J. Furie   | |
| 2000 | Rules of Engagement                                 | Bill Sokal                                      | William Friedkin  | |
| 2000 | Thirteen Days                                       | President John F. Kennedy                       | Roger Donaldson   | Satellite Award for Best Supporting Actor – Motion Picture |
| 2002 | Ararat                                              | Martin Harcourt / Clarence Ussher               | Atom Egoyan       | Nominalizare—Vancouver Film Critics Circle Award for Best Supporting Actor in a Canadian Film |
| 2002 | Swept Away                                          | Tony Leighton                                   | Guy Ritchie       | |
| 2002 | Below                                               | Lt. Brice                                       | David Twohy       | |
| 2003 | The Core                                            | Cmdr. Robert Iverson                            | Jon Amiel         | |
| 2003 | Hollywood Homicide                                  | Det. Lt. Bennie Macko                           | Ron Shelton       | |
| 2004 | I, Robot                                            | Lawrence Robertson                              | Alex Proyas       | |
| 2004 | The Republic of Love                                | Tom Avery                                       | Deepa Mehta       | Și producător executiv |
| 2004 | Being Julia                                         | Lord Charles                                    | Szebasztián Szabó | Genie Award for Best Performance by an Actor in a Supporting Role Nominalizare—Vancouver Film Critics Circle Award for Best Supporting Actor in a Canadian Film                                           |
| 2005 | Racing Stripes                                      | Nolan Walsh                                     | Frederik Du Chau  | |
| 2005 | Mee-Shee: The Water Giant                           | Sean Cambell                                    | John Henderson    | |
| 2005 | The World's Fastest Indian                          | Jerry                                           | Roger Donaldson   | |
| 2005 | Capote                                              | Jack Dunphy                                     | Bennett Miller    | Nominalizare—SAG Award for Outstanding Performance by a Cast in a Motion Picture |
| 2006 | Eight Below                                         | Davis McClaren                                  | Frank Marshall    | |
| 2006 | Deja Vu                                             | FBI Special Agent Jack McCready                 | Tony Scott        | |
| 2007 | Firehouse Dog                                       | Connor Fahey                                    | Todd Holland      | |
| 2007 | I'm Not There                                       | Keenan Jones / Garrett                          | Todd Haynes       | Independent Spirit Robert Altman Award Nominalizare—Boston Society of Film Critics Award for Best Cast |
| 2007 | National Treasure: Book of Secrets                  | President of the United States                  | Jon Turteltaub    | |
| 2008 | Cyborg Soldier                                      | Simon Hart                                      | John Stead        | |
| 2009 | Star Trek                                           | Capt. Christopher Pike                          | J. J. Abrams      | Boston Society of Film Critics Award for Best Cast Nominalizare—Broadcast Film Critics Association Award for Best Cast Nominalizare—Washington D.C. Area Film Critics Association Award for Best Ensemble |
| 2009 | Mao's Last Dancer                                   | Ben Stevenson                                   | Bruce Beresford   | |
| 2010 | Batman: Under the Red Hood                          | Bruce Wayne / Batman                            | Brandon Vietti    | Voice; Direct-to-video |
| 2010 | Meek's Cutoff                                       | Stephen Meeks                                   | Kelly Reichardt   | Nominalizare—Village Voice Film Poll Award for Best Supporting Actor |
| 2010 | Barney's Version                                    | Blair                                           | Richard J. Lewis  | |
| 2010 | Dinner for Schmucks                                 | Lance Fender                                    | Jay Roach         | |
| 2011 | Cell 213                                            | The Warden                                      | Stephen Kay       | |
| 2011 | For Greater Glory                                   | Ambassador Dwight Morrow                        | Dean Wright       | |
| 2011 | Super 8                                             | Cooper                                          | J. J. Abrams      | Motion-captured performance |
| 2011 | Donovan's Echo                                      | Sgt. Finnley Boyd                               | Jim Cliffe        | Și producător executiv |
| 2012 | Flight                                              | Charlie Anderson                                | Robert Zemeckis   | |
| 2013 | And Now a Word From Our Sponsor                     | Adan Kundle                                     | Zack Bernbaum     | |
| 2013 | The Place Beyond the Pines                          | Bill Killcullen                                 | Derek Cianfrance  | |
| 2013 | Star Trek Into Darkness                             | Adm. Christopher Pike                           | J. J. Abrams      | |
| 2013 | Devil's Knot                                        | Judge David Burnett                             | Atom Egoyan       | |
| 2014 | Endless Love                                        | Hugh Butterfield                                | Shana Feste       | |
| 2014 | WildLike                                            | Rene Bartlett                                   | Frank Hall Green  | Naperville Independent Film Festival Award for Best Actor |
| 2014 | The Captive                                         | Vince                                           | Atom Egoyan       | |
| 2014 | Elephant Song                                       | Dr. Toby Green                                  | Charles Binamé    | Nominalizare—Canadian Screen Award for Best Actor Nominalizare—Vancouver Film Critics Circle Award for Best Supporting Actor in a Canadian Film                                                           |
| 2015 | Good Kill                                           | Lt. Col. Jack Johns                             | Andrew Niccol     | |
| 2015 | Rehearsal                                           | Carl Bessai                                     | Carl Bessai       | |
| 2015 | Truth                                               | Andrew Heyward                                  | James Vanderbilt  | |
| 2015 | Fathers and Daughters                               | William                                         | Gabriele Muccino  | |
| 2016 | Spectral                                            | Gen. Orland                                     | Nic Mathieu       | |
| 2016 | Gold                                                | Mark Hancock                                    | Stephen Gaghan    | |
| 2017 | Mark Felt: The Man Who Brought Down the White House | Sandy Smith                                     | Peter Landesman   | |
| 2017 | Kodachrome                                          | Dean Ryder                                      | Mark Raso         | |
| 2017 | Kingsman: The Golden Circle                         | President of the United States                  | Matthew Vaughn    | |
| 2017 | Gerald's Game                                       | Gerald Burlingame                               | Mike Flanagan     | |
| 2017 | The Post                                            | Robert McNamara                                 | Steven Spielberg  | |
| 2018 | Batman: Gotham by Gaslight                          | Bruce Wayne / Batman                            | Sam Liu           | Voce; Direct-pe-video |
| 2018 | Sorry for Your Loss                                 | Jeff                                            | Collin Friesen    | Nominalizare—Canadian Comedy Award for Best Performance in a Feature |
| 2019 | Doctor Sleep                                        | Dr. John Dalton                                 | Mike Flanagan     | |
| 2019 | Lie Exposed                                         | Frank                                           | Jerry Ciccoritti  | |
| 2020 | Batman: Death in the Family                         | Bruce Wayne / Batman                            | Brandon Vietti    | |

### Televiziune
| An        | Titlu                                             | Rol                   | Note |
| --------- | ------------------------------------------------- | --------------------- | --- |
| 1980      | Huckleberry Finn and His Friends                  | Bob Grangerford       | 3 episoade                                                                                                |
| 1983      | The Hitchhiker                                    | Jeff Boder            | 1 episod                                                                                                  |
| 1983–1984 | Space Carrier Blue Noah                           | Colin Collins         | Voce; English-language dub; 18 episoade                                                                   |
| 1984      | Legmen                                            | Jack Gage             | 6 episoade                                                                                                |
| 1984      | Jessie                                            | Detectiv Roy Moss     | 2 episoade                                                                                                |
| 1985      | Peyton Place: The Next Generation                 | Dana Harrington       | Film TV                                                                                                   |
| 1985      | Striker's Mountain                                | Paul Striker          | Film TV                                                                                                   |
| 1986–1988 | St. Elsewhere                                     | Dr. Seth Griffin      | Rol principal; Seasons 5–6                                                                                |
| 1987      | Matlock                                           | Mitchel Gordon        | Episodul: "The Billionaire"                                                                               |
| 1987      | Jake and the Fatman                               | Carson Warfield       | Episodul: "Fatal Attraction"                                                                              |
| 1988      | In the Line of Duty: The F.B.I. Murders           | Jerry Dove            | Film TV                                                                                                   |
| 1989      | Twist of Fate                                     | Daniel Grossman       | 2 episoade                                                                                                |
| 1990      | Summer Dreams: The Story of the Beach Boys        | Dennis Wilson         | Film TV                                                                                                   |
| 1990      | The Little Kidnappers                             | Willem Hooft          | Film TV Nominalizare—Gemini Award for Best Supporting Actor in a Miniseries or Dramatic Special           |
| 1991–1992 | Knots Landing                                     | Pierce Lawton         | 23 episoade                                                                                               |
| 1991      | Veronica Clare                                    | Lieutenant Gil Reed   | 2 episoade                                                                                                |
| 1993      | Adrift                                            | Nick Terrio           | Film TV                                                                                                   |
| 1993      | Woman on the Run: The Lawrencia Bembenek Story    | Fred Schultz          | Film TV                                                                                                   |
| 1994      | Hardball                                          | Dave Logan            | 9 episoade                                                                                                |
| 1994      | Heart of a Child                                  | Fred Schouten         | Film TV                                                                                                   |
| 1994      | Treacherous Beauties                              | Jason Hollister       | Film TV                                                                                                   |
| 1994      | Road to Avonlea                                   | Caleb Stokes          | Episodul: "Stranger in the Night" Gemini Award for Best Guest Performance in a Regular Series by an Actor |
| 1995      | Naomi & Wynonna: Love Can Build a Bridge          | Larry Strickland      | Film TV                                                                                                   |
| 1995      | Mixed Blessings                                   | Andy Douglas          | Film TV                                                                                                   |
| 1995–1996 | Nowhere Man                                       | Thomas Veil           | 25 episoade                                                                                               |
| 1997–1998 | The Larry Sanders Show                            | Roger Bingham         | 3 episoade                                                                                                |
| 1997–1998 | Sleepwalkers                                      | Dr. Nathan Bradford   | 9 episoade                                                                                                |
| 1999      | The Soul Collector                                | Zacariah              | Film TV                                                                                                   |
| 2001      | Haven                                             | Myles Billingsley     | Film TV Nominalizare—Gemini Award for Best Supporting Actor in a Miniseries or Dramatic Special           |
| 2002      | The Magnificent Ambersons                         | Eugene Morgan         | Film TV                                                                                                   |
| 2004      | Meltdown                                          | Agent Tom Shea        | Film TV                                                                                                   |
| 2004      | The Life                                          | Arnie                 | Film TV                                                                                                   |
| 2004      | The Riverman                                      | Robert Keppel         | Film TV                                                                                                   |
| 2005      | Saving Milly                                      | Morton Kondracke      | Film TV                                                                                                   |
| 2006      | Class of the Titans                               | Chiron                | Voce; 14 episoade                                                                                         |
| 2006      | The Mermaid Chair                                 | Hugh Sullivan         | Film TV                                                                                                   |
| 2007      | John from Cincinnati                              | Mitch Yost            | 9 episoade                                                                                                |
| 2008      | The Summit                                        | Richard Adderly       | Miniserie Nominalizare—Gemini Award for Best Actor in a Miniseries or Dramatic Special                    |
| 2009      | A Dog Named Christmas                             | George McCray         | Film TV                                                                                                   |
| 2010–2019 | Young Justice                                     | Bruce Wayne / Batman  | Voice; 29 episoade                                                                                        |
| 2012      | The River                                         | Dr. Emmet Cole        | 8 episoade                                                                                                |
| 2013      | The Challenger Disaster                           | General Donald Kutyna | Film TV                                                                                                   |
| 2013      | Westside                                          | Gordy Nance           | Unsold TV pilot                                                                                           |
| 2015      | Mad Men                                           | Richard Burghoff      | 4 episoade                                                                                                |
| 2015      | Wet Hot American Summer: First Day of Camp        | Bill Martinson        | Episodul: "Electro/City"                                                                                  |
| 2016      | The People v. O. J. Simpson: American Crime Story | Gil Garcetti          | Rol principal                                                                                             |
| 2016      | American Dad!                                     | U.S. Navy Captain     | Voice; Episodul: "Daesong Heavy Industries II: Return to Innocence"                                       |
| 2017      | Dirty Dancing                                     | Dr. Jake Houseman     | Film TV                                                                                                   |
| 2018–2023 | The Resident                                      | Dr. Randolph Bell     | Rol principal                                                                                             |
| 2018      | The Haunting of Hill House                        | Ghost                 | Episodul: "The Bent-Neck Lady" nemenționat                                                                |
| 2019      | Jett                                              | Mr. Carlyle           | 2 episoade                                                                                                |
| 2020      | I Know This Much Is True                          | Dr. Hume              | Rol principal                                                                                             |

### Jocuri video
| An   | Titlu                          | Rol de voce          |
| ---- | ------------------------------ | -------------------- |
| 2011 | Call of Duty: Modern Warfare 3 | Overlord             |
| 2013 | Young Justice: Legacy          | Bruce Wayne / Batman |